# Statesville (Észak-Karolina)
Statesville település az Amerikai Egyesült Államok Észak-Karolina államában, Iredell megyében, melynek megyeszékhelye is. Lakosainak száma 28 419 fő (2020. április 1.).

## Népesség
A település népességének változása:

| 2010 | 24 532 |
| 2020 | 28 419 |